# Chris Guiliano
Chris Guiliano (Pottstown, 25 de junio de 2003) es un deportista estadounidense que compite en natación, especialista en el estilo libre.
Participó en los Juegos Olímpicos de París 2024, obteniendo una medalla de oro en la prueba de 4 × 100 m libre.
Ganó dos medallas de bronce en el Campeonato Mundial de Natación, en los años 2023 y 2025, y una medalla de oro en el Campeonato Mundial de Natación en Piscina Corta de 2024.
En diciembre de 2024 estableció una nueva plusmarca mundial en piscina corta del relevo 4 × 100 m libre (3:01,66).
Estudió Economía en la Universidad de Notre Dame.

## Palmarés internacional
| Juegos Olímpicos                    | Juegos Olímpicos    | Juegos Olímpicos  | Juegos Olímpicos |
| Año                                 | Lugar               | Medalla           | Prueba           |
| ----------------------------------- | ------------------- | ----------------- | ---------------- |
| 2024                                | París (Francia)     | Medalla de oro    | 4 × 100 m libre  |
| Campeonato Mundial                  |                     |                   |                  |
| Año                                 | Lugar               | Medalla           | Prueba           |
| 2023                                | Fukuoka (Japón)     | Medalla de bronce | 4 × 100 m libre  |
| 2025                                | Singapur (Singapur) | Medalla de bronce | 4 × 100 m libre  |
| Campeonato Mundial en Piscina Corta |                     |                   |                  |
| Año                                 | Lugar               | Medalla           | Prueba           |
| 2024                                | Budapest (Hungría)  | Medalla de oro    | 4 × 100 m libre  |